# 井上尚弥 対 ルイス・ネリ戦
井上尚弥 対 ルイス・ネリ戦（いのうえなおや たい ルイス・ネリせん）は、2024年5月6日、日本東京都文京区の東京ドームで開催されたプロボクシングの試合。WBA・WBC・IBF・WBO世界スーパーバンタム級統一王者の井上尚弥と、WBC世界スーパーバンタム級1位のルイス・ネリが行うタイトルマッチ。会場となる東京ドームでのプロボクシング興行は、1990年2月11日に行われたマイク・タイソン 対 ジェームス・ダグラス戦以来34年2ヶ月ぶりに実現し、同じく東京ドームで日本人のプロボクサーがメインイベントを務めるのは史上初であり前身の後楽園球場も含めると1960年8月29日のデビー・ムーア 対 高山一夫以来63年8か月ぶりとなった。また、国内ドーム球場では1999年8月29日に大阪ドームで行われたウィラポン・ナコンルアンプロモーション 対 辰吉丈一郎戦以来24年8か月ぶりであった。

## 試合までの経緯

### 両者の世界戦及びネリの指名挑戦権獲得まで
2020年9月26日、コネチカット州のモヒガン・サン・カジノで、ネリがWBC世界スーパーバンタム級王座決定戦でWBC世界スーパーバンタム級6位のアーロン・アラメダと対戦し、12回3-0（115-113、116-111、118-110）の判定勝ちを収め王座獲得及び世界2階級制覇を達成した。
2021年5月15日、カリフォルニア州カーソンの ディグニティ・ヘルス・スポーツ・パーク・テニスコートで、ネリがWBA世界スーパーバンタム級レギュラー王者ブランドン・フィゲロアと王座統一戦を行い、7回2分18秒KO負けとなりプロ初黒星を喫しWBA王座獲得とWBC王座は初防衛に失敗、王座から陥落した。
2023年2月18日、カリフォルニア州ポモナのフォックス・シアター・ポモナで、ネリがWBCスーパーバンタム級3位のアザト・ホバニシャンとWBC世界同級挑戦者決定戦を行い、11回1分51秒TKO勝ちを収め、WBC王座を保持するスティーブン・フルトンへの挑戦権を獲得した。この試合でネリは8万ドル（約1000万円）、ホバニシャンは12万5千ドル（約1600万円）のファイトマネーを稼いだ。
2023年7月25日、有明アリーナで井上がWBC・WBO世界スーパーバンタム級統一王者スティーブン・フルトンと対戦し、8回1分14秒TKO勝ちを収め2団体王座の獲得及び世界4階級制覇を達成した。
2023年11月15日、WBCは井上とネリによる指名試合を命じた。
2023年12月26日、有明アリーナで井上がWBA・IBF世界スーパーバンタム級統一王者マーロン・タパレスと対戦し、10回1分2秒KO勝ちを収め、WBC・WBO王座の初防衛及びWBA・IBFの2団体王座を獲得し、バンタム級に続き史上2人目となる2階級4団体王座統一に成功した。
井上が勝者となった直後、ネリは「日本でお会いしましょう。メキシコVS日本」とつづり、優勝カップのスタップを4つ並べ、自身のSNSにて井上に向けて対戦表明を明らかにした。また大橋ジムの関係者は、井上の次戦を「ゴールデンウイークあたりになる」と明言し、2024年5月上旬に東京ドームを仮予約していることが明らかになった。
2024年1月8日、井上とネリが5月に東京で対戦することで合意したとアメリカのスポーツ専門局ESPNが報じたが、大橋ボクシングジムの大橋秀行会長は9日、東京都内で「交渉中」と話した。
2024年2月26日、JBCは日本における活動停止処分となっていたネリに対し、ライセンス申請資格回復を認めることを発表した。

### 対戦決定後の概要から試合まで
2024年3月6日、東京ドームホテルで記者会見が開かれ、2024年5月6日に東京ドームで井上とネリによるタイトルマッチが行われることが発表された。またアンダーカードで、井上の弟でWBA世界バンタム級王者井上拓真とWBA世界バンタム1位石田匠のタイトルマッチ、WBA世界フライ級王者ユーリ阿久井政悟とWBA世界フライ級3位桑原拓のタイトルマッチ、WBO世界バンタム級王者ジェイソン・モロニーとWBO世界バンタム級10位武居由樹のタイトルマッチが行われ、国内の１つの興行で４つの世界戦が行われるのは史上初となった。記者会見の冒頭の挨拶でネリは「再び日本の地を踏むことが出来て大変うれしく思います。また、皆さまには謝りたいと思っています。日本のボクシングコミッションの皆さま、ボクサーの皆さま、帝拳プロモーションの皆さまに謝罪を申し上げます。2度、皆さまを裏切ってしまいましたが、今回はきちんと節制し、調整をしています。偉大な、グレートな試合をみせたいと思います。チャンスをくださった井上選手、帝拳プロモーション本田会長、チームのみんな、ありがとうございます」と謝罪の言葉を並べた。これについて、井上は後日「どういうモードで来るのか正直気になっていました。いろいろ想定していたけど、反省モードで来た！って。映像で見たら、自分の方がたち悪そうって。すごい行儀よく来たので戸惑いましたね」と回想した。
2024年3月11日、大橋ボクシングジムの大橋秀行会長が、2024年5月6日に行われる4大世界戦の試合順を発表。第1試合がWBA世界フライ級王者ユーリ阿久井政悟vsWBA世界フライ級3位桑原拓、第2試合がWBA世界バンタム級王者井上拓真vsWBA世界バンタム級1位石田匠、第3試合となるセミファイナルでWBO世界バンタム級王者ジェイソン・モロニーvsWBO世界バンタム級10位武居由樹、第4試合のメインカードで井上尚弥vsルイス・ネリとの試合順となった。試合順について大橋秀行は、「兄弟で続いちゃうと、真吾トレーナーが大変だから」と兄弟での連戦を避け、父親の井上真吾トレーナーが万全の状態で2試合に臨めるようにしたことを明かした。
2024年3月25日、井上が横浜市の大橋ジムで、WBA世界スーパーバンタム級11位ケビン・ゴンサレスを相手に8ラウンドのスパーリングを行った。井上はジムを通じて、「一昨年のバトラー戦からラウンド数は多くしている。その延長線上として継続している。もともとの腰痛などの故障も少なくなったので長いラウンドをやっている。感覚的にペースをどちらがどう握っているかが分かりやすくなる。2人で8ラウンドを消化する時はスタミナと集中力を意識するのが目的。1人で8ラウンドを消化する時は、各ラウンドで相手とのバランス、組み立て方、同じように疲労をためた中での駆け引きを意識するのが目的になる」とコメント。3月17日からIBFフェザー級7位ジョナサン・ロペスも来日し交代でスパーリングパートナーを務めており、「2人ともネリには似ていない。ただタイプの違う2選手に対して、自分のボクシングの幅を広げていけば、絶対にネリに当てはめることができる」と語り、現時点の不安を問われると「ないですね。調子良く仕上がっています。万全と言える」と、決戦に自信を示した。
2024年4月3日、ネリが自身のSNSに英語で「さぁ行こう」と綴り、熱心に自身の首や顎周りを強化する筋力トレーニングに励む練習動画を公開した。
2024年4月6日、試合1ヶ月前となり井上がメディアに向けてショートインタビューを公開し、「今は凄く良い仕上がりです。ネリ選手が相手、東京ドームでやれること、それが自分の中でプラスに働いている」とコメントし、今後の調整は「追い込みながら１つ１つ確認しながら、ズレをなくしていくことが必要になる。体重調整も必要で、いろいろなことが入り交じっていく時期だから、自分としてもすごく楽しい時期になる。そのような感覚で１カ月間過ごしていきたい」と語った。同日、大橋ボクシングジムの大橋秀行会長が自身のインスタグラムで、井上がWBCから義務付けられている1ヶ月前計量をパスしたことを報告した。
2024年4月9日、ネリがアメリカ専門メディア「ボクシングシーン」のインタビューに応じ、井上について「彼の試合を見てきたが、過大評価されている。普通の平凡なファイターだ。少なくとも私にはそう見える。KOしに行く」と挑発ともとれる言葉を口にし、「私は典型的なメキシカンスタイル。前進してどんどんパンチを打っていく。12ラウンドまで行く準備はできている。でも、12ラウンドまで行かないことを願っています。早く終わってほしいね」と判定までもつれることも考慮しながら、早期決着への自信も見せた。そして、「みなさんはコンディションを整えた、強く、速く、そして賢く、ハードな打撃を繰り出すネリの姿が見られるだろう」と言葉を続け、井上については「私が見る限りスピードがあって、賢い。パワーもある。だが、パンチを打つときに隙ができる。そのときこそ私の出番だ」と警戒しながらも、井上のスーパーバンタム級での過去2戦については「タパレスはＢ級ファイターだ。私にとって彼はうまくなく、10ラウンドも続いて状況を困難にさせた。フルトンは井上のキャリアの中で最高の勝利だろうが、フルトンはそれほど多くのパンチを打たなかった。彼は怖がった」と分析。かつてJBCから活動停止処分を科されたことについても「全く気にしていない」とし、2月にJBCが資格回復を認めたことに「私が井上と戦うことでもうかるからじゃないか」と語り、自身への批判が渦巻く敵地で闘うことについて「私にとっては、何よりもその方が穏やかだ。私は王者ではないし、無敗ではない。勝っても負けても問題はない」とした上で「彼（井上）にはリスクがある…再戦条項はない。それは彼が自信過剰だからだ。彼は楽勝と思っているが、意外な出来事が起きることになる。彼がこの戦いを受け入れたのは間違いだろう。後悔するだろう」とコメントした。またネリは自らの最終的な現役生活のプランを口にし、「すべてが計画通り進めば、ムロジョン・アフマダリエフとの試合が行われる可能性がある。それが私の最後の試合になるだろう。私なら引退する」と明かした。
2024年4月10日、井上が横浜市内のジムで公開練習を行った。公開練習は試合10日ほど前が通例だが、今回は31歳の誕生日当日になった。公開練習ではシャドー2回、サンドバッグ2回をこなし、キレのある動きを披露。誕生日を祝われると「ありがとうございます。（心境は）変わらずですね。年は関係なくパフォーマンスは成長している。いいキャリアを積めていると改めて思います」とコメントし、「いつも通り順調です。スパーはまだ重ねていきます。いま87ラウンドくらい。100回は超えるかなと。計画通りです。ここからは感覚のずれを修正していく。減量にも入るので、しっかりと整えていくことが大事。何ラウンドかわからないけど、どのパンチでも倒せるように準備している。そうなるべく仕上げてます」とKO決着へ意欲。ネリの印象は「意外と攻撃に目が行きがちですが、打たれ強さもある。荒々しいボクシングの中で防御の細かいうまさもある。対峙した時の空間の使い方も上手いと思う」と表現した。一方で、アメリカメディアのインタビューで大口を叩いたネリについては「そっちのネリが本物ですよね。この間のは何だったのか」と呆れ、ネリが井上、アフマダリエフに勝てば引退だと語っていたことについて問われると「それだったら志が低いですね」とコメントした。また会見内で大橋ボクシングジムの大橋秀行会長は、体重超過など不測の事態に備え、メインイベントのリザーブカードを用意し元IBF世界スーパーバンタム級王者テレンス・ジョン・ドヘニーの参戦を発表。興行内でスーパーバンタム級8回戦でブリル・バヨゴスと対戦する準備を進め、万が一メインイベントに欠場者が出れば、もう片方の選手と対戦することとなった。またこの日にネリがWBCから義務付けられている1ヶ月前計量を58.7kgでパスしたことも明らかになった。
2024年4月11日、WBCはメインイベントの勝者にWBCダイヤモンド王座のベルトを贈呈することを発表した。井上が勝利した場合、日本人プロボクサーとしては初のダイヤモンド王座獲得王者となる。同日、ネリはメキシコメディア『Izquierdazo』のインタビューで、「イノウエはパウンド・フォー・パウンドで、多くの人からNo.1と考えられている。（勝てば）最大の功績になる。俺は賢くなるつもりだ。打たなきゃいけない時に打って、逃げなければいけない時には逃げる。そして、ボクシングしないといけない時はボクシングするつもりだ。正直に言うと、日本で勝つにはどうすればいいかを考えている。日本だから（井上を）KOしなければ、試合を盗まれてしまうんだ。イノウエは慎重に試合へ臨むだろう。だからどんな試合になろうと全力を尽くすつもりだ。試合は衝撃的なものになるさ」と断言し、「俺はしっかりとボクシングをして、自分の素晴らしいスタイルを見せながら、いい試合をしたいと考えている。だが、この試合は血にまみれたもので、激しく、強く、暴力的なKOに値する展開になると思う。少なくとも俺はKOしに行く」とコメントした。
2024年4月18日、大橋ジムは井上が招聘していたメキシコ人とのスパーリングを打ち上げたことを発表した。翌日井上は自身のSNSにて、上述のネリのインタビューに対し「ネリが４年半前の片目で戦っていた試合を参考にしているのなら大きな間違いだな。。。」と投稿した。
2024年4月19日、ネリがテキサス州エルパソで行われたWBCの試合14日前の体重チェックで、規定を下回る57.87kgでクリアしたことが明らかになった。
2024年4月21日、ネリが羽田空港着の便で来日。試合2週間前の来日は「時差を取り、気候になれるため」とし、ウエートも問題なしを強調し、「私はパワフルだ。5ヶ月練習してきた」と好調をアピールした。空港に集まったメディアに対するインタビューにおいて、ネリは「尚弥はいいボクサー。スピードがあり、パワフルで才能がある。ただ、パウンド・フォー・パウンドランキングで1位だとは思わない」と語り、「プレスが彼を1位にランキングするならそれはうれしい。なぜなら私は1位の選手と対戦できるからだ。私は彼をリスペクトしているが、彼を恐れてはいない。彼をノックアウトする」とKO宣言した。こうした発言に対して、井上はその日のうちに自身のSNSにて「そのくらいの意気込みがなきゃね。ワクワクしてきた、、、」と投稿した。
2024年4月24日、帝拳ジムでネリがメディアの取材を受けた。ネリは井上について「グレートなボクサーだと思う」と敬意を忘れなかったが、「過大評価されていると思う。根拠の一つとしてタパレスと10ラウンドまで戦った」と語り、「とても厳しい試合になると思うが、それは私にとっても井上にとってもだ。ともに勝つ可能性があるが、私はメキシカン、すべてをリングで出し、リングで死ぬ覚悟がある」と必勝を宣言した。練習でネリはシャドーボクシングとミット打ちを1ラウンドずつ披露し、練習を視察した井上真吾トレーナーは「ワイルドな打ち方は想定内。リスペクトしながら自分の気持ちも伝えていた。普通ですよね」とコメントした。
2024年4月29日、WBC規定の7日前計量が行われ、井上が57.0kg、ネリが56.6kgで両者とも上限が定められたリミットの3％以内でクリアしたことが両陣営より明かされた。
2024年5月4日、横浜ベイシェラトンホテルで最終記者会見が開かれた。会見に臨んだ井上は「この試合はドームのメインイベントなので、エキサイティングな試合を見せたいし、その中で必ずKOにつなげて勝つ姿をみなんさんに見ていただきたい」とKO宣言し、ネリに関しては「事前に体重が仕上がっている話も聞いて安心していますが、あらためて見て、非常にいい状態に仕上がっていると思う。自分自身を引き締めるきょうの会見になりました」とコメントした。一方のネリは「メキシカンのボクサーとしての勇姿を見せる。死を覚悟して闘いに挑む。私は勝者になることを確信している。井上と闘うことはよく分かっている。必ずKOで勝つ」とこちらもKO宣言し、不安視されているウエートは「既にリミットに入っている」と明かした。
2024年5月5日、東京ドームホテルで前日計量が行われ、井上が55.2kg、ネリが54.8kgで両者ともリミット55.3kgをクリアした。計量後は井上のみが取材に応じ、「いつも通りバッチリ。この時点で駆け引きは始まっている」と話し、試合が成立したことを問われると、「ネリも過去最高のファイトマネーでしょうから、しっかりやってくるでしょ」と計量合格は当然との見方を示した。計量後のルールミーティングでは、ネリ自身が持参したメキシコ国旗のカラーをあしらったアメリカ製のグラント社製グローブを使用予定であったが、グローブチェックの際に、井上が使用する日本製のウイニング社のグローブが「見た目が小さい」という理由で、異例のグローブ変更を希望。試合を管轄するJBCは急遽、同様のグローブを用意。ネリはさらに色も黒を希望したが、これについてはJBCから保管してあった青を提供されることで事が収まった。
2024年5月6日、東京ドームで行われたWBA・WBC・IBF・WBO世界スーパーバンタム級タイトルマッチにおいて、井上が6回1分22秒TKO勝ちを収め、WBC・WBO王座は2度目、WBA・IBF王座の初防衛及びWBCダイヤモンド王座の獲得に成功した。

### 試合後
勝利後のインタビューで井上は「プレッシャーがあったんですけど、皆さんが声が僕の力になりました。本当にありがとうございました。倒した瞬間は最高の気持ちでしたけど」と語り、1回にプロ初ダウンを取られたことについては「1ラウンド目のサプライズ、たまにはいかがでしょうか？」と笑って話し、「ボクサーということでそういうシーンは燃え上がるところがある。非常にハイテンションで試合をしていました」と振り返った。ダウンを奪われた後に陣営との遣り取りを問われると、「覚えてないですよ。自分自身必死だったんで。ダウンした瞬間に落ち着いて対処することができた。普段のイメトレがこうして出たと思う。ダウンした瞬間のことなんて覚えてるわけないじゃないですか。勘弁してくださいよ」と笑った。試合後の記者会見で井上は、「1ラウンド目にダウンを喫しましたが、最終的にKOで勝つことができたので、自分の中でひとつのいいキャリアを築けたと思う」と話し、「1ラウンド目ということで軌道が読めなかった。ダメージはさほどなかった」と振り返り、「2ラウンド目からポイントを計算していこうと。そこは冷静にできました」と立て直した経緯を説明し、2回にダウンを奪い返して「チャラにできた。気持ちをリセットできた」とも語り。「振り返るとプレッシャー、重圧があったと思う。入場したときに舞い上がっていたわけではないけど、ちょっと浮き足だっていたというか、そういう感じだったのかな」といつもと違っていたことも明かした。
一方敗れたネリは試合後は大事を取って病院へ向かい、会見を欠席したが、自身のSNSにて「私は元気です」と投稿し、「皆さんのサポートに感謝します。私たちはできる限りのことをしました」と試合後の心境を綴った。
2024年5月7日、試合から一夜明け4団体全ての王座を防衛した井上が横浜市内のジムで記者会見を開いた。井上は「映像を見直して満足のいく内容というか、（初回のダウンで）陣営の方々はヒヤヒヤしたと思いますけど、ああいう試合は昨日来てくれた4万人のお客さん、すべての方が満足して帰っていただけたと思う」と納得の表情を見せ、「大橋ボクシングジム30周年という年に東京ドームでやれたのは、大橋ジムとしても井上尚弥としても集大成ではなく、今後のキャリアを加速させる一戦だと思うので、ここからまだまだ熱い試合をしていきたい」と決意表明した。

### 次戦へ向けて
この試合をIBF・WBO世界スーパーバンタム級1位のサム・グッドマンが生観戦しており、「4 - 7ラウンドで井上がKO勝ちすると思って観戦する。次の相手として待っているよ」と、自身のSNSにて試合予想を投稿していた。試合後の井上の勝利インタビューの終盤で、グッドマンがリングに上がると井上は「次戦は9月ごろ、隣にいるグッドマン選手と防衛戦をしたい。これから交渉していきたい」と自ら言及し、対するグッドマンも「ベルトが欲しくて、ここまで戦ってきた。絶対にやりましょう」と応じた。井上陣営は首都圏の会場を確保しており、日本開催になる見込みとも判明した。
しかし2024年5月29日、グッドマンは2024年7月10日にオーストラリアのウロンゴンでWBC世界スーパーバンタム級8位チャイノイ・ウォラウトとスーパーバンタム級12回戦を行うことをプロモーターのノー・リミット・ボクシング・プロモーションズが発表した。発表記者会見でグッドマンは、「世界レベルに挑戦する前に、もう1度テストが必要なんだ。僕のチームが考えてくれたプランだ。チームを信頼しているし、彼らのプロセスと計画を信頼している。それはモンスター（井上）と闘うためだけでなく、モンスターを打ち負かすために、可能な限りベストな状態にすることだ。この試合が終わったら、僕は欠場して、自分のチャンスを待つよ」と世界前哨戦を闘う理由を説明し、会見後のテレビインタビューでは井上と対戦した場合の100万ドル（約1億5700万円）とも言われるファイトマネーを失うリスクがあることについて問われると「僕は10歳のときに億万長者になるためにこのスポーツを始めたわけじゃない。世界タイトルを取るためであり、世界タイトルを取るための最高の位置に僕を置くためだ。これがモンスター戦の前の最後の試合になる」と語った。試合間隔を考えると9月に対戦することは難しくなったことになり、井上は「ボクシングあるある」と受け入れながらも、リング上での呼びかけは「試合前に聞いていた話と誤解がありまして、交渉して9月と勘違いしていました。僕が先走ってリングに上げちゃったんですよ。そしたら、全然違った」と説明した。
その後2024年6月13日に、WBAが井上とWBA世界スーパーバンタム級1位ムロジョン・アフマダリエフに対して指名試合を行うように通達した。WBAの規定で王者は王座獲得から9か月以内に指名挑戦者との試合を義務付けられており、9月25日までに対戦しなければならなくなったが、井上はスーパー王者の為、18か月以内に指名選手と対戦すれば問題ないことが判明。アフマダリエフは自身のSNSの動画にて「井上、準備はできているか？　レッツゴー、チャンプ。レッツゴー」と言い放ったが、関係者より井上の次戦が、2024年9月に有明アリーナで今回の試合のリザーブカードに出場したWBO世界スーパーバンタム級2位テレンス・ジョン・ドヘニーとの対戦が内定していることが明らかになった。アフマダリエフをプロモートしているマッチルーム・スポーツのエディー・ハーンCEOは「申し訳ないが、井上vsドヘニーは酷いミスマッチだ。正直に言わせてもらう。こんなふざけたマッチメイクを受け入れてはいけない」と断言し、ファンに呼び掛けた。これに対し、井上は2024年6月28日に都内で取材に応じ、「指令が出たタイミング、相手のプロモーターの発言にしろ結構嫌がらせチックな感じ」と不満を表し、「別にベルトにもうこだわりはない。それで剥奪させるなら全然いい」と次戦では指令に応じない構えを示した。
以降の動向は「井上尚弥 対 テレンス・ジョン・ドヘニー戦」を参照

## 対戦カード
^Note 1 WBA・WBC・IBF・WBO・リングマガジン世界スーパーバンタム級タイトルマッチ、WBC世界スーパーバンタム級ダイヤモンド王座決定戦
^Note 2 WBO世界バンタム級タイトルマッチ
^Note 3 WBA世界バンタム級タイトルマッチ
^Note 4 WBA世界フライ級タイトルマッチ
^Note 5 スーパーバンタム級8回戦

## 採点表
| 王座：WBA・WBC・IBF・WBO・リングマガジン世界スーパーバンタム級タイトルマッチ WBC世界スーパーバンタム級ダイヤモンド王座決定戦 | 王座：WBA・WBC・IBF・WBO・リングマガジン世界スーパーバンタム級タイトルマッチ WBC世界スーパーバンタム級ダイヤモンド王座決定戦 | 王座：WBA・WBC・IBF・WBO・リングマガジン世界スーパーバンタム級タイトルマッチ WBC世界スーパーバンタム級ダイヤモンド王座決定戦 | 王座：WBA・WBC・IBF・WBO・リングマガジン世界スーパーバンタム級タイトルマッチ WBC世界スーパーバンタム級ダイヤモンド王座決定戦 | 王座：WBA・WBC・IBF・WBO・リングマガジン世界スーパーバンタム級タイトルマッチ WBC世界スーパーバンタム級ダイヤモンド王座決定戦 |                                                            | 主審：マイケル・グリフィン(カナダ:WBC)                     | 主審：マイケル・グリフィン(カナダ:WBC)                     | 主審：マイケル・グリフィン(カナダ:WBC)                     | 主審：マイケル・グリフィン(カナダ:WBC)                     | 主審：マイケル・グリフィン(カナダ:WBC)                                             |                                                                                    | 立会人：ウォン・キム（WBA:韓国,アジア地区アシスタントディレクター） ドウェイン・フォード(WBC:アメリカ合衆国,NABF会長) 安河内剛（IBF:日本,JBC特命担当事務局長） レオン・パノシリノ(WBO:フィリピン,WBOアジア太平洋地域事務局長) | 立会人：ウォン・キム（WBA:韓国,アジア地区アシスタントディレクター） ドウェイン・フォード(WBC:アメリカ合衆国,NABF会長) 安河内剛（IBF:日本,JBC特命担当事務局長） レオン・パノシリノ(WBO:フィリピン,WBOアジア太平洋地域事務局長) | 立会人：ウォン・キム（WBA:韓国,アジア地区アシスタントディレクター） ドウェイン・フォード(WBC:アメリカ合衆国,NABF会長) 安河内剛（IBF:日本,JBC特命担当事務局長） レオン・パノシリノ(WBO:フィリピン,WBOアジア太平洋地域事務局長) | 立会人：ウォン・キム（WBA:韓国,アジア地区アシスタントディレクター） ドウェイン・フォード(WBC:アメリカ合衆国,NABF会長) 安河内剛（IBF:日本,JBC特命担当事務局長） レオン・パノシリノ(WBO:フィリピン,WBOアジア太平洋地域事務局長) | 立会人：ウォン・キム（WBA:韓国,アジア地区アシスタントディレクター） ドウェイン・フォード(WBC:アメリカ合衆国,NABF会長) 安河内剛（IBF:日本,JBC特命担当事務局長） レオン・パノシリノ(WBO:フィリピン,WBOアジア太平洋地域事務局長) |
| 開催日：2024年5月6日 | 開催日：2024年5月6日 | 開催日：2024年5月6日 | 開催日：2024年5月6日 | 開催日：2024年5月6日 | 会場：東京都文京区・東京ドーム                             | 会場：東京都文京区・東京ドーム                             | 会場：東京都文京区・東京ドーム                             | 会場：東京都文京区・東京ドーム                             | 会場：東京都文京区・東京ドーム                             | 主催：トップランク ゴールデンボーイ・プロモーションズ サンフェル・プロモーションズ | 主催：トップランク ゴールデンボーイ・プロモーションズ サンフェル・プロモーションズ | 主催：トップランク ゴールデンボーイ・プロモーションズ サンフェル・プロモーションズ | 主催：トップランク ゴールデンボーイ・プロモーションズ サンフェル・プロモーションズ | 主催：トップランク ゴールデンボーイ・プロモーションズ サンフェル・プロモーションズ | | |
| 井上尚弥 | 井上尚弥 | 対 | ルイス・ネリ | ルイス・ネリ | 井上尚弥                                                   | 井上尚弥                                                   | 対                                                         | ルイス・ネリ                                               | ルイス・ネリ                                               | 井上尚弥                                                                           | 井上尚弥                                                                           | 対 | ルイス・ネリ | ルイス・ネリ | | |
| RS | TS | 回 | TS | RS | RS                                                         | TS                                                         | 回                                                         | TS                                                         | RS                                                         | RS                                                                                 | TS                                                                                 | 回 | TS | RS | | |
| 8 | | 1 | | 10 |                                                            | 8                                                          |                                                            | 1                                                          |                                                            | 10                                                                                 |                                                                                    | 8 | | 1 | | 10 |
| 10 | 18 | 2 | 18 | 8 | 10                                                         | 18                                                         | 2                                                          | 18                                                         | 8                                                          | 10                                                                                 | 18                                                                                 | 2 | 18 | 8 | | |
| 10 | 28 | 3 | 27 | 9 | 10                                                         | 28                                                         | 3                                                          | 27                                                         | 9                                                          | 10                                                                                 | 28                                                                                 | 3 | 27 | 9 | | |
| 10 | 38 | 4 | 36 | 9 | 10                                                         | 38                                                         | 4                                                          | 36                                                         | 9                                                          | 10                                                                                 | 38                                                                                 | 4 | 36 | 9 | | |
| 10 | 48 | 5 | 44 | 8 | 10                                                         | 48                                                         | 5                                                          | 44                                                         | 8                                                          | 10                                                                                 | 48                                                                                 | 5 | 44 | 8 | | |
| 計 | | – | | 計 |                                                            | 計                                                         |                                                            | –                                                          |                                                            | 計                                                                                 |                                                                                    | 計 | | – | | 計 |
| 副審：ベノイト・ロウジー（カナダ:4団体(特にWBO・IBF・WBC）)                                                                  | 副審：ベノイト・ロウジー（カナダ:4団体(特にWBO・IBF・WBC）)                                                                  | 副審：ベノイト・ロウジー（カナダ:4団体(特にWBO・IBF・WBC）)                                                                  | 副審：ベノイト・ロウジー（カナダ:4団体(特にWBO・IBF・WBC）)                                                                  | 副審：ベノイト・ロウジー（カナダ:4団体(特にWBO・IBF・WBC）)                                                                  | 副審：ホセ・ロベルト・トーレス(プエルトリコ:WBA・IBF・WBO) | 副審：ホセ・ロベルト・トーレス(プエルトリコ:WBA・IBF・WBO) | 副審：ホセ・ロベルト・トーレス(プエルトリコ:WBA・IBF・WBO) | 副審：ホセ・ロベルト・トーレス(プエルトリコ:WBA・IBF・WBO) | 副審：ホセ・ロベルト・トーレス(プエルトリコ:WBA・IBF・WBO) | 副審：アダム・ヘイト（オーストラリア:IBF）                                         | 副審：アダム・ヘイト（オーストラリア:IBF）                                         | 副審：アダム・ヘイト（オーストラリア:IBF） | 副審：アダム・ヘイト（オーストラリア:IBF） | 副審：アダム・ヘイト（オーストラリア:IBF） | | |
| 処分：無し | 処分：無し | 処分：無し | 処分：無し | 処分：無し | 減点：無し                                                 | 減点：無し                                                 | 減点：無し                                                 | 減点：無し                                                 | 減点：無し                                                 | 結果：井上の6回1分22秒TKO勝ち                                                      | 結果：井上の6回1分22秒TKO勝ち                                                      | 結果：井上の6回1分22秒TKO勝ち | 結果：井上の6回1分22秒TKO勝ち | 結果：井上の6回1分22秒TKO勝ち | | |

ルール
- フリーノックダウン制
- 4回終了までに偶然のバッティングで続行不能の場合は引き分け、5回以降は採点による
- 4回と8回終了後に途中採点を公開予定だったが、直前で「諸般の事情で」中止[74]
- インスタントリプレー採用
- ドーピング検査はVADA（ボランティア反ドーピング機構）が採用

グローブ
- 井上尚弥 ウイニング社 （日本製8オンス 白と黒）
- ルイス・ネリ ウイニング社 （日本製8オンス 青）

ラウンドガール
- 雪平莉左
- 新唯
- 黒木麗奈
- 天野レナ

## 試合の詳細

### 5回の体重測定とドーピングテストを義務化
過去に日本国内で山中慎介と2度世界戦を行ったネリは、2017年8月15日に行った1度目の対戦でドーピング検査においてネリの検体からクレンブテロールに非常に酷似した禁止薬物のジルパテロールに対する反応が陽性、2018年3月1日に行われた2度目の対戦では、ネリが体重超過で王座を剝奪された経緯があり、WBCは試合開始前までに計5回の体重測定を行うことを公表した。JBCはWBCと協力し徹底したドーピングテストも実施することになり、2024年3月5日にネリはVADA（ボランティア反ドーピング機構）による抜き打ち検査を受け、3月20日に陰性であったことを公表した。またWBCの60日前計量でネリは60.7kgでクリア。大橋ボクシングジムの大橋秀行会長は「1ポンドでも計量オーバーしたら試合はやりません。ファイトマネーも支払いません。公言しておきます」と宣言した。
WBC規定の事前計量は、試合30日前がリミット55.3kgの10％（60.83kg）、15日前が5％（58.065kg）、7日前が3％（56.959kg）を上限に設定。興行に携わる帝拳ジムの本田明彦会長はネリのコンディションを徹底的に管理していることを明かし、1日1回以上は体重を量らせ、相手陣営から毎日報告を受けており、水抜きなど無理な減量はさせず試合2日前までの全ての計量をクリア。更にVADAによるドーピング検査は5、6回を終え全て陰性だったことを公表した。

### 山中慎介とネリの因縁
2024年3月6日に東京ドームホテルで行われた記者会見に、元WBC世界バンタム級王者の山中慎介が評論家の仕事で来場しており、会見終了後に山中がネリに挨拶に向かうとネリは「私の間違いで山中さんのキャリアを終わらせてしまったことは申し訳ないです」と謝罪した。山中は「今は私の方が体重は重い」と冗談を飛ばしつつ、「今は（体重が）約60kgなんでしょ？すごく節制しているんですね」とネリに調整ぶりを質問すると、ネリは「60kgちょうどです。すごく神経をつかっている。もう2カ月間、体重管理をしている」と答え、山中は「東京ドームにふさわしい、良い試合を期待しています」とエールを送ると、笑顔で握手して和解した。
山中とネリとの因縁について井上は「もちろん過去に因縁があるのも分かっている」とした上で、「今回に関しては自分対ネリの戦いになる。ネリが挨拶で反省していると言っていたし、過去の因縁は自分の中で持ち込まないように戦いたい」と話し、会見後には自ら手を差し出し握手を求めるなど大人の対応を見せた。また山中自身も後のインタビューにおいて、「井上は僕とネリとの因縁は意識していなくて、"ひとつの試合"として捉えていると思います。僕自身もそう思っておいてもらいたい」と、井上には自身とネリの因縁と関係なく戦ってもらいたい意向を語った。
山中はネリへの思いについて「ネリが受け終わるまでは、ネリというのは見たくなかった。あの時のことがどうしても蘇ってくるのは間違いないんで」と率直な思いを吐露。ネリとの因縁があるだけに注目もされたが、「自分自身、そういうので見られたくなかった。僕のことを思ってくれるのは嬉しいが、そこはちょっと仇を取ってほしいとか、取ってもらったとか、そういうのではなかった」と語り、試合ではネリを6回TKO勝ちを収めた井上に対し、「期待に応えてくれる勝ち方をして、ファンにとっては色々と因縁とかもあったんですけど、結果的に衝撃的な勝ち方をしてくれる井上尚弥は本当に強いですね」と井上を称えた。

### ネリの減量苦
ネリは2024年1月にメキシコのポッドキャスト番組『Un Round Mas』に出演した際に、自身の調整方法の一端を明かし、「俺はいつも食生活に問題を抱えている。一日に3、4パックのオレオを食べて、チョコレートミルクも飲んでしまう。あと、クッキーやシリアルなんかも好きな時に食べてしまうんだよ。とにかくたくさん食べてしまうんだ」と自身の偏食ぶりを語り、2021年5月15日に行われたブランドン・フィゲロア戦でも減量苦であったことを告白。「俺はサンディエゴ（試合の舞台）に行く15日前の時点で減量をしていなかったんだ。テカテにある牧場で、キャンプをしながらピザを食べたりしていたんだ。そしたら父親に怒られたんだ。『そんなクソみたいなことはすぐにやめろ』ってね」と語り、父親から「自信過剰になるな。お前は試合で何もできないぞ」と雷を落とされたが、当時試合直前にもかかわらず、体重は28ポンド（約12.7kg）もリミットを超過。そこからの猛減量で15ポンド（約6.8kg）もダウンしたものの、前日計量の4日前となってもリミットには至らず、最終的に下剤を使用し、何とか間に合わせたが、「俺は勝てないな」と悟って迎えた試合は7回2分18秒KO負けを喫した。しかし番組内でネリは井上に対して、「俺はあいつに勝つ。簡単にね。俺にとって厳しい戦いだっていうのは分かってるし、イノウエは強い。でも勝つのは俺だ」と豪語した。
後にネリは山中戦で犯した大幅体重超過について言及し、「それまでは体調管理は自分でしていた。栄養士に頼ったことは一度もなかった。今までは問題なかった。山中戦2戦目の時にプロモーターが私に『栄養士を付ける。体重オーバーを避けるためだ』と言ってきた。私は『OK』と言った。栄養士に任せたが、結局失敗した。彼を信じてしまった私の責任もある。栄養士を信じて一度も試したことのない方法でやってしまった」と告白した。一方の山中は、「当日まで泣きじゃくっていました。妻からの電話もそうですけど、テレビをつけたらそのニュースが流れてきてまた悔しくなって、もうその繰り返しで。僕がまだ若かったら違う反応だったかもしれません。でも開き直ってというのは難しくて、あのときの僕の心は正直言って崩壊していました」と当時を振り返った。

### リングアナウンサー
セミファイナルのモロニー対武居戦とメインの井上対ネリ戦でリングアナウンサーを務めることになったジミー・レノン・ジュニアは、2024年5月4日にT-モバイル・アリーナで開催のサウル・アルバレス対ハイメ・ムンギアの試合も担当することになっており、入場コールを担当した後(勝者コールは前座を担当したミゲル・フローレスが代わりに行った)、プライベートジェットに飛び乗ってロサンゼルスに移動、最終便でロサンゼルスから東京へ向かうことになった。招聘を担当した帝拳ジムの本田明彦会長は「キャンセルしてもいいと言ったんだけどレノンが『ぜひやりたい』と。アルバレスは入場だけで試合後のコールはしない予定だそうだ。世界4団体統一戦2試合だからこだわりがあるようだよ」と話し、リングアナウンサーが4団体タイトルマッチを連投するという極めて異例なことになった。

### インスペクター
JBCのインスペクター（試合進行）ライセンスを取得しているお笑いトリオ・ロバートのメンバー山本博が、試合当日に井上の近くで確認されて話題を集めていた。2024年5月11日に放送された『ドっとコネクト』に山本はリモート出演し、井上陣営とともに関係者としてリングに上がっていた事情を説明した。「日本ボクシングコミッションの仕事をしており、今回の試合のみならず以前から仕事をしています。今回は井上尚弥選手の担当でした」と語り、番組内では「インスペクター」は当日の計量や選手誘導など試合進行に関わる全般業務を担うと紹介され、井上の担当になったのは「全くたまたまです」と話した。

### 入場
ネリがリングに上がる際に、4万人が詰めかけた会場から大きなブーイングが飛び完全アウェーでの試合となった。一方井上が入場する際は、ギタリストの布袋寅泰がサプライズで登場。黒のジャケット姿で花道に登場すると、自身作曲の「BATTLE WITHOUT HONOR OR HUMANITY」をアレンジした「バトル・オブ・モンスター」を生演奏し、歴史的一戦を盛り上げた。2024年5月9日に、布袋は当時の事を自身のSNSに投稿し「もちろん生演奏は緊張するのだが、当日はもちろん入場のリハーサルはなくぶっつけ本番のパフォーマンス。尚弥くんがリングに上がる前に曲が終わりそうになり、最後はアドリブで引き伸ばし、チャンピオンがリングで手を上げる瞬間に合わせて演奏を締めくくった。のちに聞いたら尚弥くんも気づいてくれたとのこと。生だからできる本物の臨場感」と大舞台でのパフォーマンスを振り返った。井上もこの投稿を引用して「生だからこそ出来た暗黙のコンビネーションでしたね。。リングインと同時に布袋さんのアドリブに感激したのを鮮明に覚えてます！！」と記した。2024年5月23日には、布袋が自身のインスタグラムを更新し、生演奏をする事になった経緯について「2月24日井上拓真選手の防衛戦の応援に両国国技館に駆けつけたときのこと。駐車場に入ると井上尚弥くんが1人で待っていた。久しぶり！とハグを交わすと『お話があるんですけど』と神妙な面持ち。『え？』とドキドキしながら人のいない場所に移動すると『5月6日の東京ドーム戦の入場でギターの生演奏をしてくれませんか』。心臓がバクバクした。『もちろん。光栄です。精一杯やらせてもらいます』ボクシングの歴史を塗り替えた偉大なるチャンピオンからの直々の依頼を断ることなど誰ができるだろう」と振り返り、その後、井上とアレンジなどについて話し合い「ド派手にお願いします」と依頼されていたことも明かした。尚、井上の試合で布袋が入場曲を生演奏するのは、2022年6月7日に行われたノニト・ドネア第2戦以来2度目となった。

### チケット
- 2024年3月9日より第1次予約受付抽選が開始[101]。2024年4月13日からリセール・一般販売先着受付が開始[102]。試合2日前までに約98％が販売済みで、残り約900枚弱となり[103]、当日券700～800枚を試合当日14時から販売し[104]、全て完売した[105]。 
  - SRS席：22万円
  - RS席：16万5000円
  - SS席：13万7500円
  - 指定S席：11万円
  - 指定A席：9万9000円
  - 指定B席：7万7000円
  - スタンド内野指定下段：3万3000円
  - 内野指定上段：2万2000円
  - 2階指定席：1万1000円

### 来場者
試合当日は会場に43,000人の観客が集まり、その中には三原じゅん子、魔裟斗、那須川天心、霧島鐵力、小祝さくら、中川翔子、渋谷龍太、猫ひろし、HIKAKINなどの著名人も観戦しており、豪華な客席も話題になった。

## 放送
| 国/地域       | 地上波放送 | ケーブル・衛星放送 | PPV | ネット配信         |
| ------------- | ---------- | ------------------ | --- | ------------------ |
| 日本 (開催地) | N/A        | N/A                | N/A | Amazon Prime Video |
| アメリカ      | N/A        | N/A                | N/A | ESPN+              |
| イギリス      | N/A        | Sky Sports         | N/A | N/A                |